# Hochstetten-Dhaun

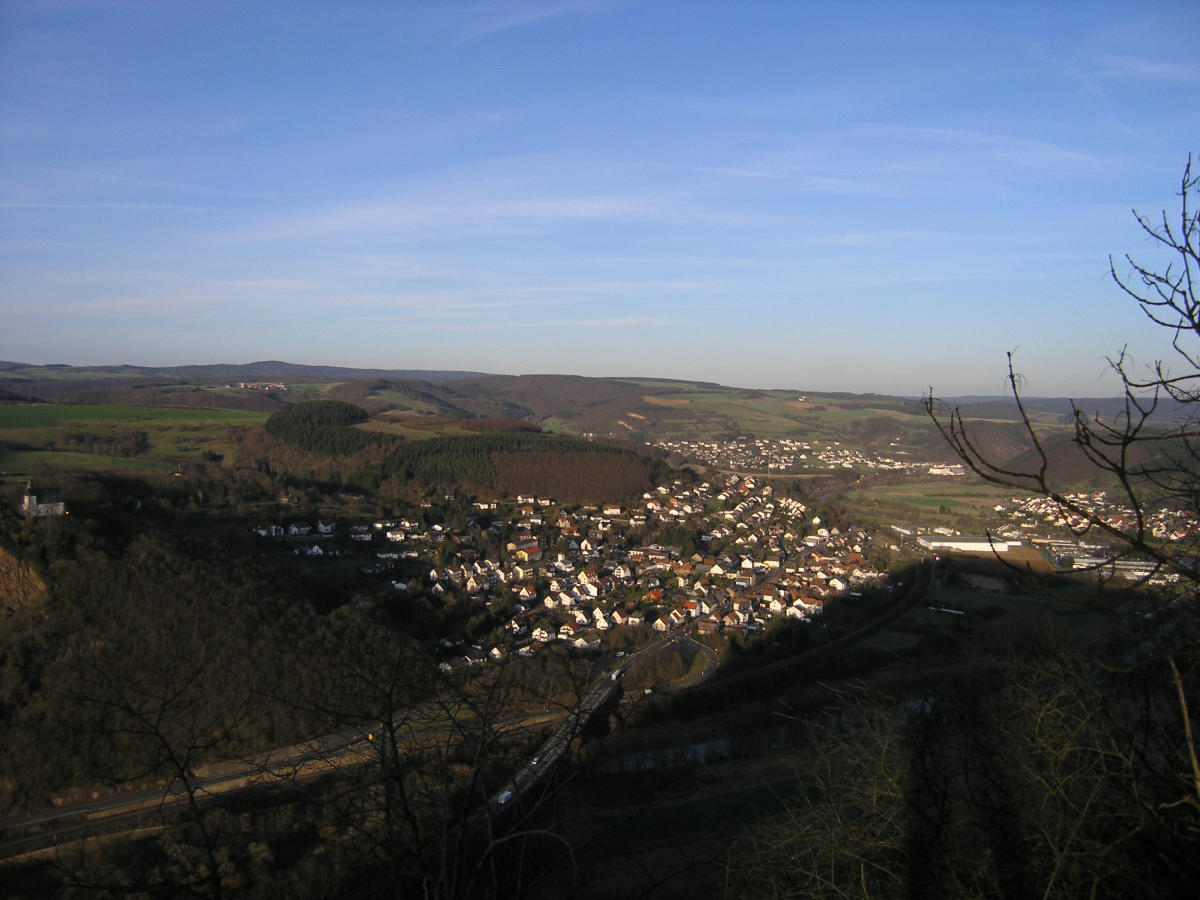
V.l.n.r: St. Johannisberg, Hochstetten und Hochstädten

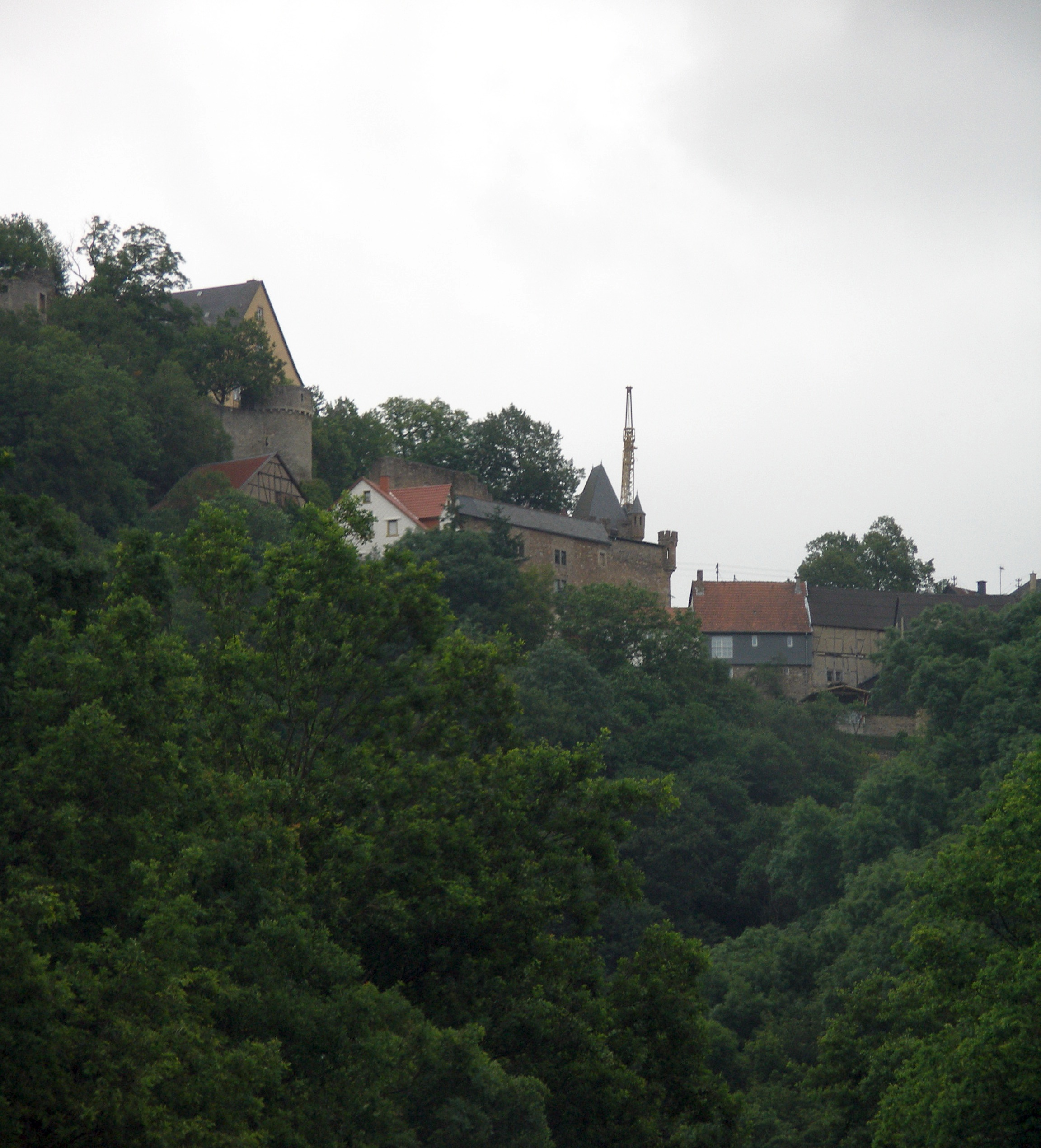
Schloss Dhaun, Blick aus dem Kellenbachtal

Hochstetten-Dhaun ist eine Ortsgemeinde im Landkreis Bad Kreuznach in Rheinland-Pfalz. Sie gehört der Verbandsgemeinde Kirner Land an. Hochstetten-Dhaun ist ein staatlich anerkannter Erholungsort.

## Geographie
Hochstetten-Dhaun liegt im Tal der Nahe zwischen dem nördlich gelegenen Hunsrück und der südlich gelegenen Pfalz.

### Gemeindegliederung
Hochstetten-Dhaun besteht aus den drei Ortsteilen
- Hochstetten (nördlich der Nahe) mit den Weilern und Wohnplätzen Karlshof, St. Johannisberg, Waldeck und Waldhof; der Karlshof ist einer der letzten Dhauner Höfe auf der Höhe nördlich der Nahe;
- Hochstädten (südlich der Nahe); bildete bis zum Ende des 18. Jahrhunderts mit Hochstetten eine Einheit;
- Schloss Dhaun mit dem Wohnplatz Heinzenberger Gesellschaftsmühle.[3]

## Geschichte

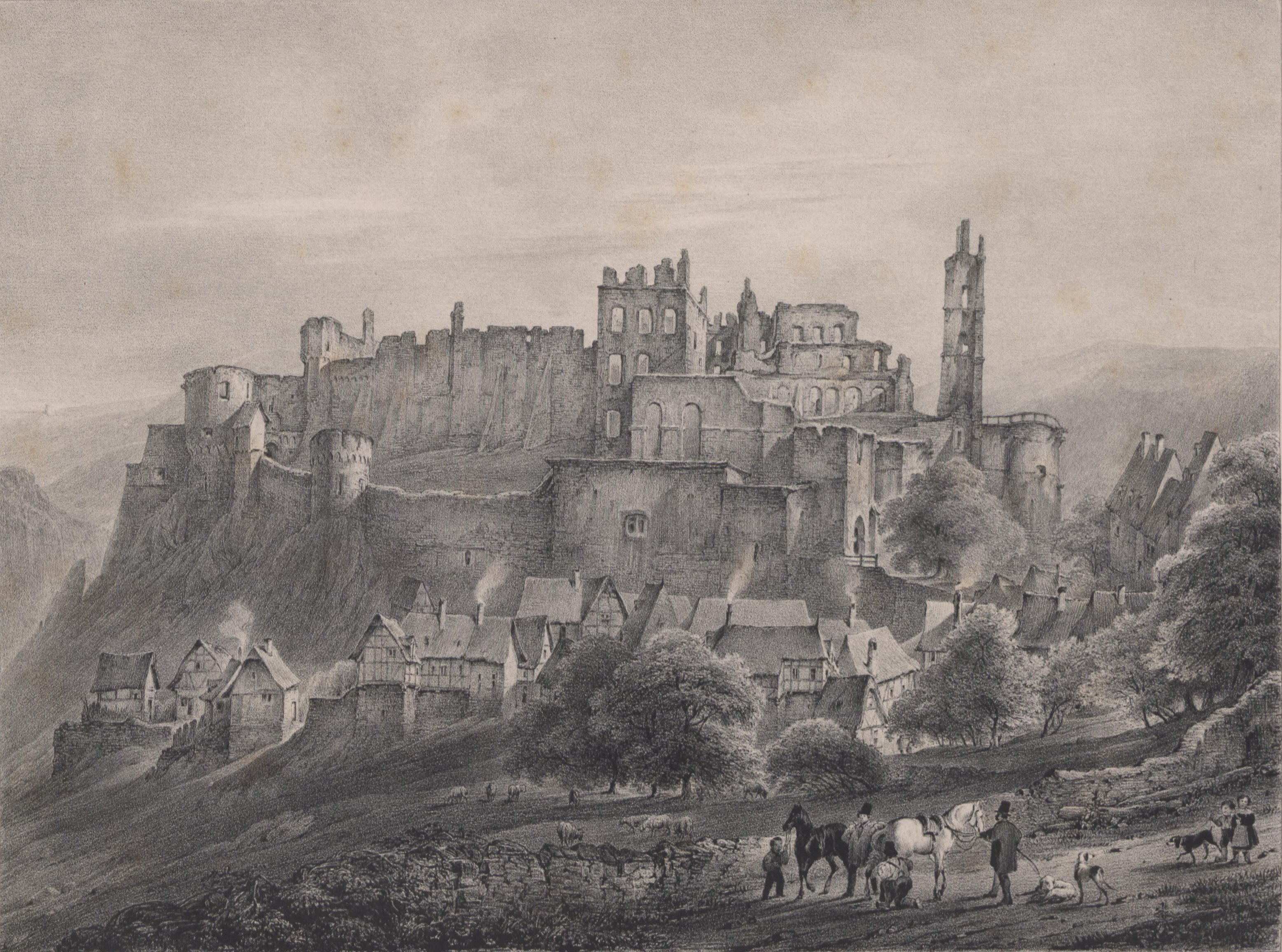
Schlossruine Dhaun, Stich von Caspar Scheuren, 1834

Zahlreiche Grabhügel im Gemeindegebiet bezeugen eine Besiedlung dieses Landschaftsraumes schon in vorgeschichtlicher Zeit.
Der Ortsname findet um 1100 erstmals in einer Mainzer Urkunde für das Kloster Disibodenberg Erwähnung, worin ein gewisser „Ludovicus de Hosteden“ (Ludwig von Hochstetten) dem Kloster Güter schenkte, die er in dem Dorf Merxheim besaß.
Die Vorsilbe des Ortsnamens „Hoch“ hat nichts mit der geographischen Lage beider Ortsteile zu tun, da Hochstetten und Hochstädten in der Naheniederung liegen. Der Ortsname geht vielmehr auf die Grundform „Hofstätte“ zurück und bezeichnet die Stelle, wo einst ein Grundbesitzer einen Gutshof besaß.
Der Ortsteil Hochstetten auf der linken Naheseite hieß früher amtlich „Nächsthochstetten“, während der heutige Ortsteil Hochstädten auf der anderen Flussseite „Überhochstetten“ genannt wurde. Die jahrhundertelang gebrauchten Zusätze „Nächst“ und „Über“ bezogen sich auf die Lage beider Dörfer zu Schloss Dhaun, um das nahe Dhaun gelegene „Nächsthochstetten“ von dem jenseits der Nahe liegenden „Überhochstetten“ zu unterscheiden. Beide Dörfer waren Bestandteil des wild- und rheingräflichen Amtes Dhaun und bildeten das Gericht bzw. die Schultheißerei Hochstetten.
Nachdem die sogenannte „Dhauner Fehde“ zwischen dem Wildgrafen Johann von Dhaun und dem Trierer Kurfürsten Balduin für den Wildgrafen mit einer Niederlage geendet hatte, musste der sein Dorf Hochstetten im Jahr 1342 an Kurtrier abtreten, der seinerseits den Wildgrafen wieder damit belehnte und sich damit dessen Gefolgschaft versicherte. Auch die Grafen von Veldenz hatten in Hochstetten gewisse Güter und Rechte, die sie an Gefolgsleute verliehen hatten.
Im Jahr 1426 hatte Vogt Johann von Simmern das halbe Dorf und Gericht zu Überhochstetten vom Dhauner Wildgrafen zu Lehen. Das wildgräfliche Amt Dhaun bestand im Jahr 1515 aus der Burg, dem Dorf Dhaun, dem Dorf und der Vogtei Simmern unter Dhaun, den Dörfern Über- und Nächst-Hochstetten sowie den Dhaun´schen Anteilen an Kirn, Bergen, Rhaunen und Hausen.
1794 wurde das Linke Rheinufer während des Ersten Koalitionskrieges besetzt, 1798 wurde das Gebiet von der französischen Direktorialregierung nach französischem Vorbild reorganisiert. Die Nahe bildete hier die Grenze zwischen zwei Départements. Die Gemeinden „Nächsthochstetten“ (Hochstetten) und Dhaun wurden der Mairie Kirn und dem Kanton Kirn zugeordnet und gehörten zum Arrondissement de Simmern im Rhein-Mosel-Département; „Überhochstetten“, in der Zeit in „Hochstädten“ umbenannt, gehörte zur Mairie Merxheim im Kanton Meisenheim, der dem Arrondissement de Birkenfeld im Saardépartement zugeordnet war. Die evangelische Pfarrei „St. Johannisberg“ verlor ihre Selbständigkeit und wurde der Pfarrei Meckenbach untergeordnet.
Nach dem Ende der französischen Herrschaft im linksrheinischen Gebiet (1814) wurde die Region auf dem Wiener Kongress dem Königreich Preußen zugesprochen, das es im April 1815 in Besitz nahm. Die Gemeinden Hochstetten und Dhaun kamen 1816 zur Bürgermeisterei Kirn (1927 umbenannt in Amt Kirn-Kand) im Kreis Kreuznach im Regierungsbezirk Koblenz. Das südlich der Nahe liegende Gebiet wurde 1816 an den Landgrafen von Hessen-Homburg abgetreten. Hochstädten wurde Teil des Oberamtes Meisenheim, das bis 1866 bestand und im preußischen Kreis Meisenheim aufging. Hochstädten gehörte zur Bürgermeisterei Meddersheim (1927 umbenannt in Amt Meddersheim). Der Kreis Meisenheim wurde 1932 in den Kreis Kreuznach eingegliedert und so die unterschiedliche Kreiszugehörigkeit der drei Gemeinden Dhaun, Hochstädten und Hochstetten beendet. Nach der Auflösung des Amtes Meddersheim kam Hochstädten 1940 ebenfalls zum Amt Kirn-Land, aus dem 1968 die Verbandsgemeinde Kirn-Land gebildet wurde.
Die heutige Ortsgemeinde Hochstetten-Dhaun entstand im Rahmen der kommunalen Gebiets- und Verwaltungsreform durch freiwilligen Zusammenschluss der bis dahin selbständigen Gemeinden Dhaun (damals 208 Einwohner), Hochstädten (322) und Hochstetten bei Kirn (835) am 7. Juni 1969.

## Politik

### Bürgermeister
Ortsbürgermeister ist Hans Helmut Döbell (SPD). Bei der Kommunalwahl am 26. Mai 2019 wurde er mit einem Stimmenanteil von 60,26 % in seinem Amt bestätigt. Er wurde im Juni 2024 wiedergewählt.

### Ortsbezirke und Ortsvorsteher
Hochstetten-Dhaun hat zwei Ortsbezirke gebildet, die in der Hauptsatzung wie folgt definiert sind:
- Ortsbezirk Schloss Dhaun: umfasst die ehemalige Gemeinde Dhaun und den Karlshof.
- Ortsbezirk Hochstädten: das Gebiet der ehemaligen Gemeinde Hochstädten.

Da die Gemeinde von der Wahl von Ortsbeiräten absieht, waren bei der Kommunalwahl am 26. Mai 2019 lediglich die beiden Ortsvorsteher zu bestimmen. Dies sind:
- Ortsbezirk Schloss Dhaun: Lars Reidenbach (SPD), gewählt mit einem Stimmenanteil von 64,00 %.
- Ortsbezirk Hochstädten: Karl-Friedrich Schmidt (FWG), gewählt mit einem Stimmenanteil von 89,33 %.

### Wappen
| Wappen von Hochstetten-Dhaun | Blasonierung: „Schild gespalten, vorne in Grün zwei goldene gekreuzte Hämmer, hinten in Gold ein roter blaubewehrter und -gezungter Löwe.“ |
| Wappen von Hochstetten-Dhaun | Wappenbegründung: Die beiden Hämmer sind das charakteristische Symbol der Steinindustrie in der Gemeinde. Der Löwe verweist auf die ehemalige Zugehörigkeit zur Wild- und Rheingrafschaft. Die Gemeinden Dhaun, Hochstädten und Hochstetten bei Kirn führten bis zu ihrer Auflösung am 6. Juni 1969 eigene Wappen. Der Gemeinderat der neu gebildeten Gemeinde Hochstetten-Dhaun beschloss am 8. August 1969, das bisherige Wappen der Gemeinde Hochstetten weiterzuführen. Der von dem Grafiker Brust, Kirnsulzbach, vorgelegte Entwurf wurde am 6. Juli 1964 vom Gemeinderat angenommen und vom Ministerium des Innern in Mainz am 15. Februar 1965 genehmigt. Die Genehmigung zur Weiterführung des Wappens erteilte das Ministerium der Gemeinde Hochstetten-Dhaun am 2. Oktober 1969. |

## Kultur und Sehenswürdigkeiten

### Bauwerke
- Schloss Dhaun, Sitz der Wild- und Rheingrafen
- Stiftskirche St. Johannisberg mit gräflichen Grabmälern
- Nahe Skywalk, eine 2014 errichtete stählerne Aussichtsplattform im Ortsteil St. Johannisberg, die einen sehr guten Ausblick ins Nahetal bietet.

Siehe auch: Liste der Kulturdenkmäler in Hochstetten-Dhaun

## Wirtschaft und Infrastruktur

### Verkehr
Der Haltepunkt Hochstetten (Nahe) liegt an der Nahetalbahn.

## Personen, die vor Ort wirkten
- Johann Philipp Roos (* 1754; † nach 1823) aus Dhaun, Jurist, Historiker und Archivar, 1781 bis 1796 als Kanzlei-Advokat, später als Amtmann zu Merxheim in „Rheingrafen-Dhaun“ belegt
- Hedwig Bienkowski-Andersson (1904–1984), deutsche Essayistin und Schriftstellerin, von 1949 bis 1984 in Hochstetten
- Ingrid Wagner-Andersson (1905–1970), deutsche Kunstmalerin, von 1949 bis 1970 in Hochstetten